# Giro delle Fiandre femminile 2013
Il Giro delle Fiandre femminile 2013, decima edizione della corsa e valido come terza prova della Coppa del mondo di ciclismo su strada femminile 2013, si svolse il 31 marzo 2013 su un percorso di 127,4 km, con partenza e arrivo ad Oudenaarde, in Belgio. La vittoria fu appannaggio dell'olandese Marianne Vos, che completò il percorso in 3h33'21", alla media di 35,828 km/h, precedendo la connazionale Ellen van Dijk e la svedese Emma Johansson.
Sul traguardo di Oudenaarde 97 cicliste, su 157 partite dalla medesima località, portarono a termine la competizione.

## Ordine d'arrivo (Top 10)
| Pos. | Corridore            | Squadra     | Tempo    |
| ---- | -------------------- | ----------- | -------- |
| 1    | Marianne Vos         | Rabo        | 3h33'21" |
| 2    | Ellen van Dijk       | Specialized | s.t.     |
| 3    | Emma Johansson       | Orica-AIS   | s.t.     |
| 4    | Elisa Longo Borghini | Hitec       | s.t.     |
| 5    | Annemiek van Vleuten | Rabo        | a 2'37"  |
| 6    | Adrie Visser         | Boels       | s.t.     |
| 7    | Anna van der Breggen | Sengers LCT | s.t.     |
| 8    | Loes Gunnewijk       | Orica-AIS   | s.t.     |
| 9    | Elizabeth Armitstead | Boels       | a 2'39"  |
| 10   | Kirsten Wild         | Argos       | a 4'33"  |